# Pokémon Go (singolo)
Pokémon Go è il quinto singolo di Giorgio Vanni, pubblicato il 5 agosto 2016.

## La canzone
Scritto da Alessandra Valeri Manera, Max Longhi e Giorgio Vanni su musica di questi ultimi due, Pokémon Go è un pezzo nato in seguito all'uscita dell'app di Niantic. 
Da un'idea di Max Longhi, il pezzo nasce come un omaggio da parte del duo ai fan dell'anime, del videogioco e della stessa app. La musica segue quello stile dance che aveva caratterizzato il duo Vanni-Longhi all'inizio della loro produzione per Mediaset, inoltre all'interno del testo ci sono riferimenti alle prime due sigle scritte e composte sempre da loro (Pokémon e Pokémon: Oltre i cieli dell'avventura). Anche la stessa presenza della Valeri Manera è una sorta di "richiamo al passato", in questo modo infatti è stato ricostruito il trio che agli inizi degli anni 2000 produceva sigle di cartoni animati in onda su Italia 1. 
Pubblicato per la prima volta il 1º agosto su YouTube, il singolo ha guadagnato in poco tempo migliaia di visualizzazioni arrivando a raggiungerne, nel primo mese, più di 500.000 e 1.000.000 il 16 giugno dell'anno successivo. Il video musicale in cui Vanni canta e balla è il terzo in cui lui appare.

## Tracce
Download digitale
Testi di Alessandra Valeri Manera, Giorgio Vanni e Max Longhi, musiche di Giorgio Vanni e Max Longhi.
1. Giorgio Vanni – Pokémon Go – 2:57

## Video musicale
Realizzato con l'ausilio di un green screen, il video vede Giorgio Vanni ballare e cantare su uno sfondo che vede sempre fissi un Pikachu e un Ivysaur e la scritta Pokémon GO che spariscono solo quando escono altri Pokémon. Inoltre a cornice sono disposte alcune icone caratteristiche dell'app ovvero l'icona per la fuga, quella dello zaino e quella per scattare foto. Durante i primi secondi in cui l'artista si mette a ballare si può notare un suo accenno alla Kamehameha, (palese riferimento a Dragon Ball). Gli altri Pokémon che appaiono durante il video sono (in ordine di uscita) Charizard, Clefable, Tauros, Venusaur, Ditto, Moltres, Mewtwo, Zapdos e Bulbasaur. Lo stesso Max Longhi fa una breve comparsa nel video di pochi secondi.

## Musicisti
- Giorgio Vanni - voce, chitarra, cori
- Max Longhi - tastiera, programmazione, cori